# Alessandro Bazan
Alessandro Bazan (* 21. Februar 1966 in Palermo) ist ein zeitgenössischer italienischer Maler.

## Leben
Bazan studierte von 1984 bis 1987 an der Accademia di belle arti (ABA) di Urbino. Seit dem Studienabschluss arbeitet er freischaffend als Maler. Schwerpunkt seiner modernen Genremalerei sind figurative Bilder in Öl oder als Wandmalerei. Zu seinen Werken zählen auch Stillleben. Unter anderem bedient er sich neben der freien expressiven Malerei auch der Airbrushtechnik.
Zusammen mit Fulvio Di Piazza, Andrea Di Marco und Francesco De Grandi gehörte er zu den ersten sizilianischen Malern, die Renato Guttusos Malerei neu entdeckten, diese neu interpretieren und mit Einflüssen von Popkultur und Kinematographie mischten.
Er lebt und arbeitet in seiner Geburtsstadt.

## Ausstellungen (Auswahl)
1989 hatte er in der Galleria La Robinia in seiner Heimatstadt vermutlich seine erste Einzelausstellung. In der Galerie Romberg Arte Contemporanea in der Provinz Latina hatte er seine erste Ausstellung zu der es einen Ausstellungskatalog gab. 1994 stellte er in Turin in der Galleria In-Arco unter dem Titel „'98“ und in Rom im Museo Laboratorio di Arte Contemporanea (MLAC) der Universität La Sapienza aus. 1996 und 2002 stellte er in der Galerie Sergio Tossi Arte Contemporanea in Florenz aus. 1999 und 2008 beteiligte sich Bazan an der Quadriennale di Roma. 2005 stellte er im Palazzo della Penna in Perugia seine „Anthologie der Jazzgemälde“ aus; Kurator war Luca Beatrice. Zu der Ausstellung wurde in Albert Skiras Verlag ein Katalog herausgegeben. 2010 waren seine Werke in einer Einzelausstellung im Museo Nazionale di Villa Guinigi in Lucca zu sehen. 2012 stellte er in Palermo unter dem Titel „Moderna“ in der Galleria d’Arte Moderna aus.